# Prajelito
Uzasadnienie: W literaturze terminy: prajelito, archenteron, gastrocel i jama gastruli są często synonimizowane.
Prajelito, archenteron – powstająca w czasie gastrulacji struktura stanowiąca zawiązek przyszłego układu pokarmowego. Składa się na nią pragęba i gastrocel wraz z otaczającą go entodermą. U dwuwarstwowców prajelito funkcjonuje przez całe życie jako układ pokarmowy. U trójwarstwowców wytwarza się z niego jelito środkowe, wątroba, trzustka i układ oddechowy.
W literaturze terminy prajelito, archenteron, gastrocel i jama gastruli są często synonimizowane.